# Lista de futebolistas campeões olímpicos e da Copa do Mundo FIFA

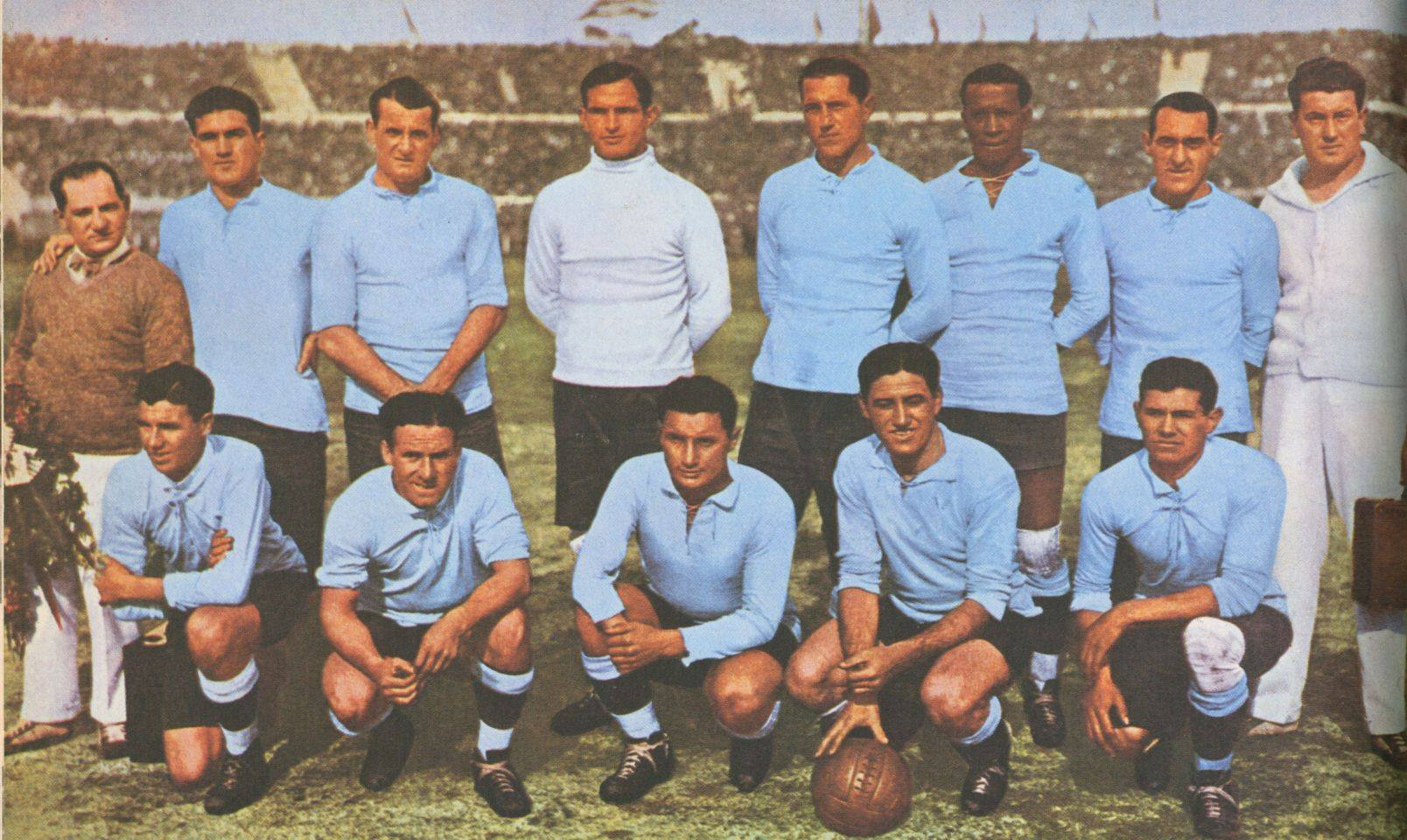
Seleção Uruguaia campeã da Copa do Mundo de 1930. Desta equipe, 8 jogadores também foram campeões olímpicos. Nesta época, o futebol olímpico era considerado um Campeonato Mundial. Assim, fica a dúvida: Seriam eles bi-campeões mundiais?

Este artigo traz uma Lista de futebolistas que possuem ambas as conquistas: medalha de ouro no torneio de futebol dos Jogos Olímpicos e Campeões da Copa do Mundo FIFA. Apenas 14 homens e 19 mulheres tiveram esta honraria.
Vale destacar que, no masculino, o futebol olímpico já foi considerado um Campeonato Mundial até a realização da primeira Copa do Mundo em 1930. Depois disso, por divergências políticas, e principalmente comerciais, a FIFA decidiu que somente atletas amadores poderiam participar do torneio olímpico. Isso ocorreu porque a FIFA, temerosa de que o torneio de futebol dos Jogos Olímpicos fizesse frente à sua principal competição (produto), criou uma série de limitações à participação dos atletas e, principalmente, não incluiu a competição em seu calendário oficial.
Assim, até os Jogos de 1984, somente atletas amadores, sem contrato de trabalho, poderiam participar. Em 1984, o Comitê Olímpico Internacional (COI) deu um passo importante para o esporte pois, com o desinteresse constante do público, recebeu permissão de levar jogadores que eram profissionais, mas que nunca haviam disputado a Copa do Mundo. Desde Barcelona-1992, o torneio de futebol nos Jogos Olímpicos passou a ser disputado por atletas sub-23, com a permissão da convocação de até 3 atletas com a idade acima desta, independente de terem ou não disputado Copas do Mundo. A FIFA, porém, não obriga os clubes a cederem seus atletas maiores que o 23 anos para as Olimpíadas, por não considerar os Jogos Olímpicos como um torneio oficial. Por isso, é muito difícil para um atleta masculino conquistar os 2 torneios. Só para se ter uma ideia, até hoje, nenhum jogador que terminou o torneio olímpico como artilheiro conseguiu repetir o feito na Copa do Mundo, e apenas 4 futebolistas - o uruguaio Pedro Cea, os húngaros Zoltán Czibor e Ferenc Puskás, e o argentino Di Maria - são os únicos jogadores a marcar gols tanto em final da Copa do Mundo como em final de Olimpíada.
Mesmo assim, mais de 31 futebolistas estiveram bem próximos de entrar para este seleto grupo. Se não fosse por conta do Milagre de Berna, em 1954, onze jogadores húngaros, campeões olímpicos em 1952, teriam entrado para esse seleto grupo. Dois atletas suecos, campeões olímpicos em 1948, seriam vice da Copa do Mundo 10 anos depois. Por fim, sete jogadores argentinos, campeões olímpicos em 2008, foram vice-campeões mundiais em 2014, e dois foram campeões mundiais em 2022. Já na lista dos que conquistaram a Copa do Mundo e ficaram com a prata nas Olimpíadas estão inclusos doze jogadores, sendo sete brasileiros, quatro espanhóis e um alemão.
Até hoje apenas dois atletas tiveram uma segunda chance: os argentinos Messi e Di Maria, medalhistas de ouro nas Olimpíadas de 2008, foram vices na Copa de 2014 e, em 2022, 8 anos depois, conseguiram o feito, sendo campeões 14 anos depois da medalha de ouro. Também foram os dois primeiros a, além da Copa e das Olimpíadas, foram também campeões mundiais sub-20, sendo campeões na edição de 2005 (Messi) e 2007 (Di Maria).
Dos doze homens que conquistaram ambos os torneios, três fizeram história por jogar três finais consecutivas (Jogos Olímpicos de 1924 e 1928, e Copa do Mundo de 1930): José ‘Negro’ Andrade, Pedro Cea e Héctor Scarone. Ressalta-se que muitos consideram o torneio olímpico de 1924 e 1928 como Campeonato Mundial.
Uma atleta de futebol feminino pode perfeitamente disputar as duas competições, sem nenhuma restrição. Até hoje, dezenove mulheres fazem parte deste seleto grupo.
Dos listados, apenas Di María e Messi também venceram a Copa do Mundo Sub-20.

## Masculino
Futebolistas
| #  | Foto                                        | Atleta            | Medalha de Ouro nas Olimpíadas | Campeão da Copa do Mundo FIFA | Diferença entre a Primeira Conquista e a Última |
| -- | ------------------------------------------- | ----------------- | ------------------------------ | ----------------------------- | ----------------------------------------------- |
| 1  |                                             | José Andrade      | Paris-1924 e Amsterdam-1928    | Uruguai-1930                  | 6 anos                                          |
| 2  |                                             | Pedro Cea         | Paris-1924 e Amsterdam-1928    | Uruguai-1930                  | 6 anos                                          |
| 3  |                                             | Santos Urdinarán  | Paris-1924 e Amsterdam-1928    | Uruguai-1930                  | 6 anos                                          |
| 4  |                                             | José Nasazzi      | Paris-1924 e Amsterdam-1928    | Uruguai-1930                  | 6 anos                                          |
| 5  |                                             | Héctor Scarone    | Paris-1924 e Amsterdam-1928    | Uruguai-1930                  | 6 anos                                          |
| 6  | Gestido à direita, com a camisa do Peñarol. | Álvaro Gestido    | Amsterdam-1928                 | Uruguai-1930                  | 2 anos                                          |
| 7  |                                             | Héctor Castro     | Amsterdam-1928                 | Uruguai-1930                  | 2 anos                                          |
| 8  |                                             | Lorenzo Fernández | Amsterdam-1928                 | Uruguai-1930                  | 2 anos                                          |
| 9  |                                             | Sergio Bertoni    | Berlim-1936                    | França-1938                   | 2 anos                                          |
| 10 |                                             | Alfredo Foni      | Berlim-1936                    | França-1938                   | 2 anos                                          |
| 11 |                                             | Ugo Locatelli     | Berlim-1936                    | França-1938                   | 2 anos                                          |
| 12 |                                             | Pietro Rava       | Berlim-1936                    | França-1938                   | 2 anos                                          |
| 13 |                                             | Ángel Di María    | Pequim-2008                    | Catar-2022                    | 14 anos                                         |
| 14 |                                             | Lionel Messi      | Pequim-2008                    | Catar-2022                    | 14 anos                                         |

### Por nacionalidade
| País       | N. Atletas |
| ---------- | ---------- |
| Uruguaios  | 8          |
| Italianos  | 4          |
| Argentinos | 2          |

Treinadores
| # | Foto | Treinador      | Medalha de Ouro nas Olimpíadas | Campeão da Copa do Mundo FIFA | Diferença entre a Primeira Conquista e a Última |
| - | ---- | -------------- | ------------------------------ | ----------------------------- | ----------------------------------------------- |
| 1 |      | Vittorio Pozzo | Berlim-1936                    | Itália-1934, França-1938      | 2 anos                                          |

### Na trave
Esta seção inclui atletas que foram campeões em um torneio, e vice no outro.

#### Campeão Olímpico e vice da Copa
| #  | Atleta            | Medalha de Ouro nas Olimpíadas | Vice-Campeão da Copa do Mundo FIFA | Diferença entre a Primeira Conquista e a Última Final |
| -- | ----------------- | ------------------------------ | ---------------------------------- | ----------------------------------------------------- |
| 1  | Gyula Grosics     | Helsinki-1952                  | Suíça-1954                         | 2 anos                                                |
| 2  | Jenő Buzánszky    | Helsinki-1952                  | Suíça-1954                         | 2 anos                                                |
| 3  | József Bozsik     | Helsinki-1952                  | Suíça-1954                         | 2 anos                                                |
| 4  | Sándor Kocsis     | Helsinki-1952                  | Suíça-1954                         | 2 anos                                                |
| 5  | Nándor Hidegkuti  | Helsinki-1952                  | Suíça-1954                         | 2 anos                                                |
| 6  | Ferenc Puskás     | Helsinki-1952                  | Suíça-1954                         | 2 anos                                                |
| 7  | Zoltán Czibor     | Helsinki-1952                  | Suíça-1954                         | 2 anos                                                |
| 8  | Imre Kovács       | Helsinki-1952                  | Suíça-1954                         | 2 anos                                                |
| 9  | László Budai      | Helsinki-1952                  | Suíça-1954                         | 2 anos                                                |
| 10 | Lajos Csordás     | Helsinki-1952                  | Suíça-1954                         | 2 anos                                                |
| 11 | Péter Palotás     | Helsinki-1952                  | Suíça-1954                         | 2 anos                                                |
| 12 | Gunnar Gren       | Londres-1948                   | Suécia-1958                        | 10 anos                                               |
| 13 | Nils Liedholm     | Londres-1948                   | Suécia-1958                        | 10 anos                                               |
| 14 | Javier Mascherano | Atenas-2004 e Pequim-2008      | Brasil-2014                        | 10 anos                                               |
| 15 | Ezequiel Garay    | Pequim-2008                    | Brasil-2014                        | 6 anos                                                |
| 16 | Pablo Zabaleta    | Pequim-2008                    | Brasil-2014                        | 6 anos                                                |
| 17 | Fernando Gago     | Pequim-2008                    | Brasil-2014                        | 6 anos                                                |
| 18 | Kun Agüero        | Pequim-2008                    | Brasil-2014                        | 6 anos                                                |

#### Medalhista de Prata Olímpico e Campeão da Copa
| #  | Atleta          | Medalha de Prata nas Olimpíadas | Campeão da Copa do Mundo FIFA | Diferença entre a Primeira Conquista e a Última Final |
| -- | --------------- | ------------------------------- | ----------------------------- | ----------------------------------------------------- |
| 1  | Gilmar Rinaldi  | Los Angeles-1984                | Estados Unidos-1994           | 10 anos                                               |
| 2  | Dunga           | Los Angeles-1984                | Estados Unidos-1994           | 10 anos                                               |
| 3  | Taffarel        | Seul-1988                       | Estados Unidos-1994           | 6 anos                                                |
| 4  | Jorginho        | Seul-1988                       | Estados Unidos-1994           | 6 anos                                                |
| 5  | Mazinho         | Seul-1988                       | Estados Unidos-1994           | 6 anos                                                |
| 6  | Bebeto          | Seul-1988                       | Estados Unidos-1994           | 6 anos                                                |
| 7  | Romário         | Seul-1988                       | Estados Unidos-1994           | 6 anos                                                |
| 8  | Xavi Hernández  | Sydney-2000                     | África do Sul-2010            | 10 anos                                               |
| 9  | Carlos Marchena | Sydney-2000                     | África do Sul-2010            | 10 anos                                               |
| 10 | Carles Puyol    | Sydney-2000                     | África do Sul-2010            | 10 anos                                               |
| 11 | Joan Capdevila  | Sydney-2000                     | África do Sul-2010            | 10 anos                                               |
| 12 | Matthias Ginter | Rio de Janeiro-2016             | Brasil-2014                   | 2 anos                                                |

## Feminino
Uma atleta de Futebol Feminino pode perfeitamente disputar as 2 competições, sem nenhuma restrição.
Até hoje, 19 mulheres fazem parte deste seleto grupo.
| #  | Atleta             | Medalha de Ouro nas Olimpíadas          | Campeão da Copa do Mundo FIFA    |
| -- | ------------------ | --------------------------------------- | -------------------------------- |
| 1  | Michelle Akers     | Atlanta-1996                            | China-1991 & Estados Unidos-1999 |
| 2  | Brandi Chastain    | Atlanta-1996 & Atenas-2004              | China-1991 & Estados Unidos-1999 |
| 3  | Mia Hamm           | Atlanta-1996 & Atenas-2004              | China-1991 & Estados Unidos-1999 |
| 4  | Kristine Lilly     | Atlanta-1996 & Atenas-2004              | China-1991 & Estados Unidos-1999 |
| 5  | Julie Foudy        | Atlanta-1996 & Atenas-2004              | China-1991 & Estados Unidos-1999 |
| 6  | Tisha Venturini    | Atlanta-1996                            | Estados Unidos-1999              |
| 7  | Joy Fawcett        | Atlanta-1996 & Atenas-2004              | Estados Unidos-1999              |
| 8  | Shannon MacMillan  | Atlanta-1996                            | Estados Unidos-1999              |
| 9  | Tiffeny Milbrett   | Atlanta-1996                            | Estados Unidos-1999              |
| 10 | Carla Overbeck     | Atlanta-1996                            | Estados Unidos-1999              |
| 11 | Cindy Parlow       | Atlanta-1996 & Atenas-2004              | Estados Unidos-1999              |
| 12 | Tiffany Roberts    | Atlanta-1996 & Atenas-2004              | Estados Unidos-1999              |
| 13 | Briana Scurry      | Atlanta-1996 & Atenas-2004              | Estados Unidos-1999              |
| 14 | Christie Rampone   | Atenas-2004, Pequim-2008 & Londres-2012 | Estados Unidos-1999              |
| 15 | Kate Markgraf      | Atenas-2004 & Pequim-2008               | Estados Unidos-1999              |
| 16 | Gro Espeseth       | Sydney-2000                             | Suécia-1995                      |
| 17 | Bente Nordby       | Sydney-2000                             | Suécia-1995                      |
| 18 | Marianne Pettersen | Sydney-2000                             | Suécia-1995                      |
| 19 | Hege Riise         | Sydney-2000                             | Suécia-1995                      |

### Por nacionalidade
| País           | Nº atletas |
| -------------- | ---------- |
| Estadunidenses | 15         |
| Norueguesas    | 4          |